# (400062) 2006 SY97
(400062) 2006 SY97 es un asteroide perteneciente al cinturón de asteroides, descubierto el 18 de septiembre de 2006 por el equipo del Spacewatch desde el Observatorio Nacional de Kitt Peak, Arizona, Estados Unidos.

## Designación y nombre
Designado provisionalmente como 2006 SY97.

## Características orbitales
2006 SY97 está situado a una distancia media del Sol de 2,653 ua, pudiendo alejarse hasta 2,899 ua y acercarse hasta 2,408 ua. Su excentricidad es 0,092 y la inclinación orbital 11,43 grados. Emplea 1579,10 días en completar una órbita alrededor del Sol.

## Características físicas
La magnitud absoluta de 2006 SY97 es 17,3.